# Prunières (Isère)
Prunières ist eine französische Gemeinde mit 378 Einwohnern (Stand: 1. Januar 2022) im Département Isère in der Region Auvergne-Rhône-Alpes (vor 2016 Rhône-Alpes). Sie gehört zum Arrondissement Grenoble und zum Kanton Matheysine-Trièves. Die Einwohner werden Pruniérains genannt.

## Geographie
Die Gemeinde Prunières liegt etwa 24 Kilometer südsüdöstlich von Grenoble. An der südöstlichen Gemeindegrenze verläuft das Flüsschen Jonche. Der höchste Punkt im Gemeindegebiet ist der 1617 m hohe Gipfel des Sommet du Serre de l’Horizon. Umgeben wird Prunières von den Nachbargemeinden La Motte-d’Aveillans im Norden, Susville im Norden und Nordosten, La Mure im Osten, Cognet im Süden und Südosten, Saint-Arey im Westen, Mayres-Savel im Westen und Nordwesten sowie La Motte-Saint-Martin im Nordwesten.

## Bevölkerungsentwicklung
| Jahr                       | 1962 | 1968 | 1975 | 1982 | 1990 | 1999 | 2010 | 2021 |
| -------------------------- | ---- | ---- | ---- | ---- | ---- | ---- | ---- | ---- |
| Einwohner                  | 348  | 331  | 268  | 263  | 299  | 312  | 376  | 372  |
| Quellen: Cassini und INSEE |      |      |      |      |      |      |      |      |

## Sehenswürdigkeiten
- Kapelle Notre-Dame
- Kapelle Sainte-Marie im Ortsteil Simane

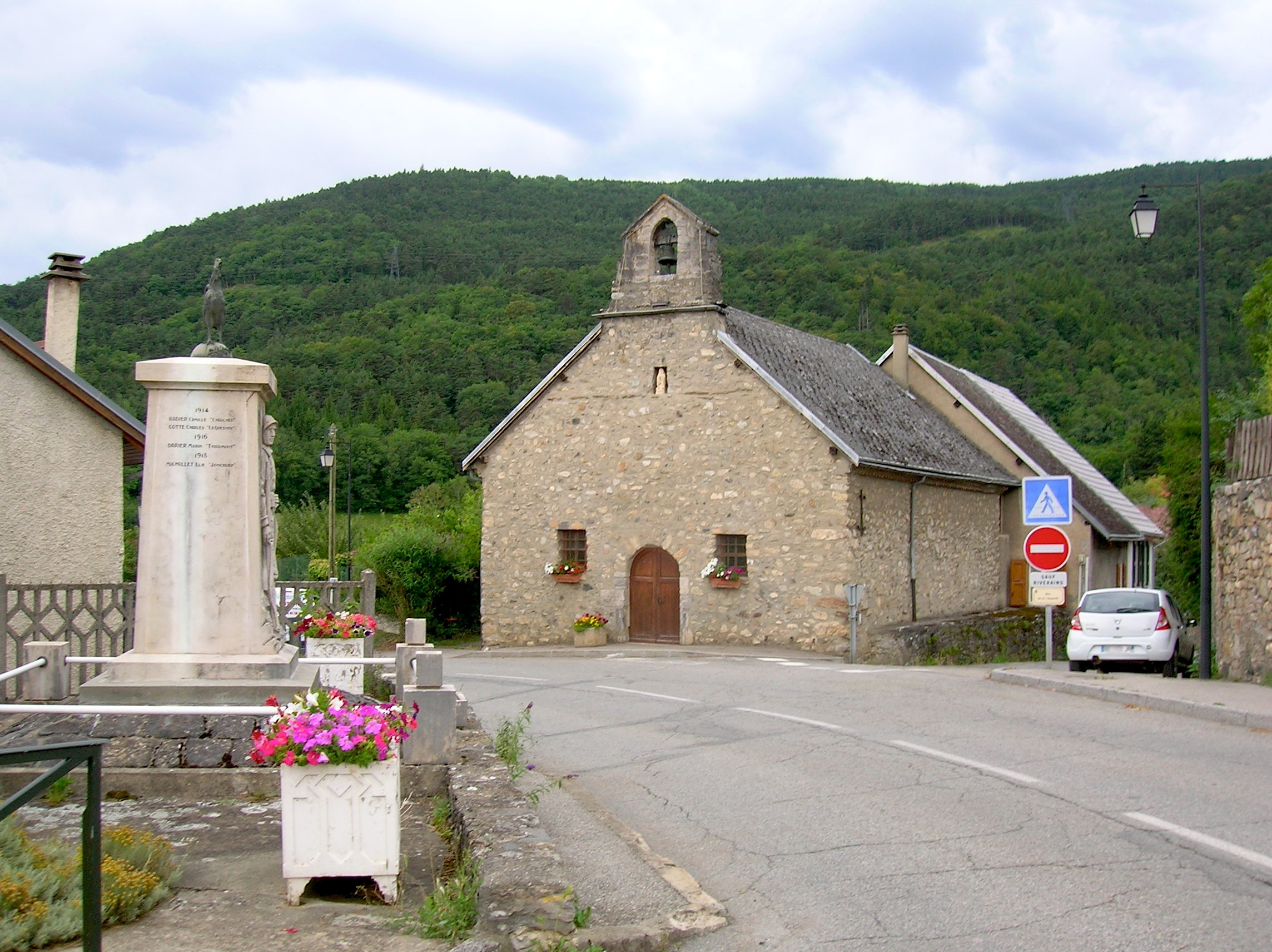
Kapelle Notre-Dame
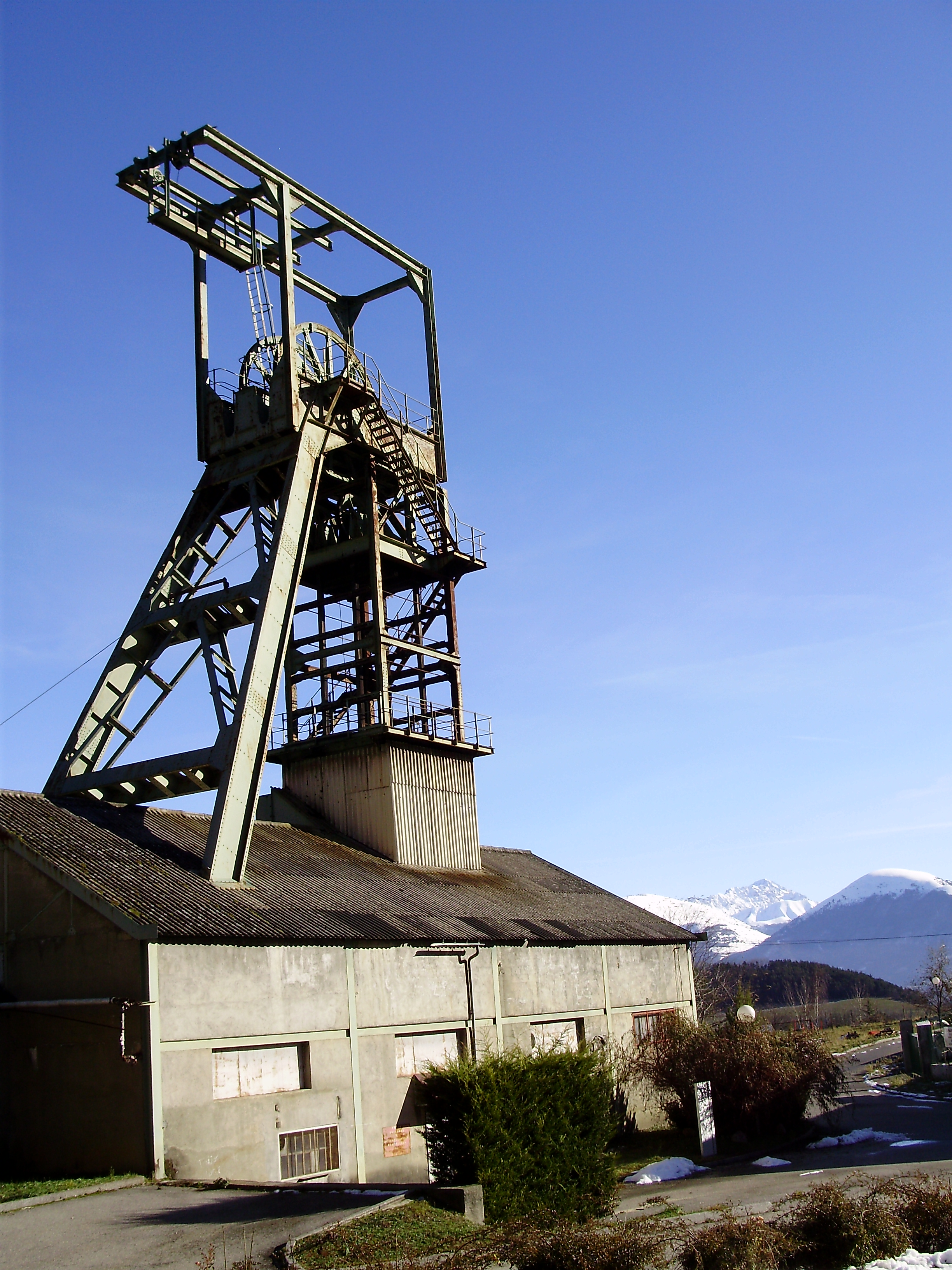
1986 stillgelegte Anthrazitkohle-Zeche in Prunières
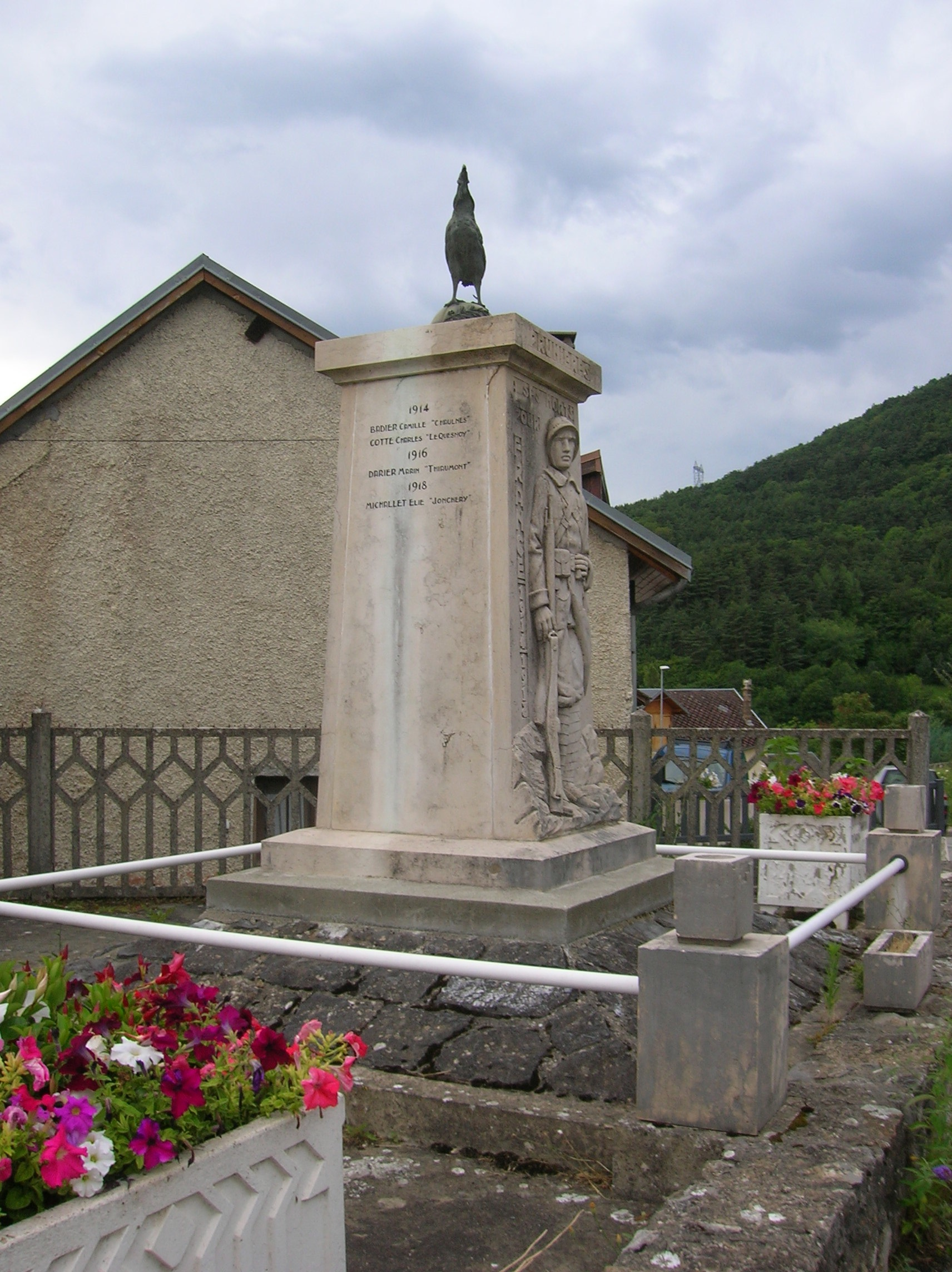
Gefallenendenkmal